# Neuve-Chapelle
Neuve-Chapelle är en kommun  och by i departementet Pas-de-Calais i regionen Hauts-de-France i norra Frankrike. Kommunen ligger i kantonen Laventie som tillhör arrondissementet Béthune. År 2022 hade Neuve-Chapelle 1 404 invånare.
Orten Neuve-Chapelle är känd för de strider som utkämpades här under första världskriget, 10-12 mars 1915. Delar av den brittiska 4:e kåren samt en indisk kår om sammanlagt 40 bataljoner eller 40.000 man anföll de tyska ställningarna på en front på 3-4 kilometer. Anfallet som syftade till genombrytning av de tyska linjerna understöddes av 350 artilleripjäser, vars eld riktades mot västra delarna av Neuve-Chapelle. Man lyckades endast inta de yttre tyska linjerna efter en förlust för angriparen av omkring 12.000 man.

## Befolkningsutveckling
Antalet invånare i kommunen Neuve-Chapelle
| Referens: INSEE |